# Гранд при по волейбол
Волейбол Гранд При е волейболен турнир за жени, който се провежда от 1993 г. Състезанието е женска версия на световната лига по волейбол.
През 2018 година, турнира е заместен от Лига на нациите по волейбол за жени и Купа Чалънджър по волейбол за жени.

## История
Гранд При е създадено през FIVB с цел популяризиране на волейбола чрез създаване на интернационални състезания. Направено е по модел на световната лига, която стартира 3 години по-рано и има голям успех.
Гранд При популяризира играта и става много известно събитие в Източна Азия. През 2004 състезанието е изцяло спонсорирано от азиатски инвеститори.
Въпреки че наградният фонд всяка година става все по-голям (2004 – 1,295 милион долара), той не може да достигне този на световната лига за мъже – 13 милиона долара.
Доминирането на азиатските спонсори предопределя домакинството на турнирите. Всяка година различен азитаски град приема Гранд При-то. В някои случаи страната домакин не участва в първенството.
Най-силните отбори са Китай, Куба, Бразилия и Русия, които имат и най-много титли. САЩ печелят през 1995 и 2001.

## Медалисти
| Място | Държава     | Злато | Сребро | Бронз | Общо |
| ----- | ----------- | ----- | ------ | ----- | ---- |
| 1     | Бразилия    | 12    | 5      | 2     | 19   |
| 2     | САЩ         | 6     | 1      | 2     | 9    |
| 3     | Русия       | 3     | 6      | 4     | 13   |
| 4     | Куба        | 2     | 4      | 2     | 8    |
| 5     | Китай       | 1     | 5      | 3     | 9    |
| 6     | Нидерландия | 1     | 0      | 0     | 1    |
| 7     | Италия      | 0     | 3      | 4     | 7    |
| 8     | Япония      | 0     | 1      | 0     | 1    |
| 9     | Сърбия      | 0     | 0      | 3     | 3    |
| 10    | Германия    | 0     | 0      | 2     | 2    |
| 11    | Южна Корея  | 0     | 0      | 1     | 1    |
| 11    | Турция      | 0     | 0      | 1     | 1    |
| Общо  | Общо        | 25    | 25     | 25    | 75   |